# Liste der Einträge im National Register of Historic Places im Madison County (Missouri)

Lage des Madison County in Missouri

Die Liste der Einträge im National Register of Historic Places im Madison County in Missouri führt die Bauwerke und historischen Stätten im Madison County auf, die in das National Register of Historic Places aufgenommen wurden.
| [ 3 ] | Name                                                 | Bild                                              | Eintragsdatum        | Lage | Ort           | Beschreibung |
| ----- | ---------------------------------------------------- | ------------------------------------------------- | -------------------- | --- | ------------- | ------------ |
| 1     | Fredericktown Courthouse Square Historic District    | Fredericktown Courthouse Square Historic District | 2009 ID-Nr. 09000503 | 110–145 East Main Street, 106–125 West Main Street, 110–120 South Main Street und Court Square 37° 33′ 34,7″ N, 90° 17′ 30″ W | Fredericktown |              |
| 2     | Fredericktown Missouri Pacific Railroad Depot        | Fredericktown Missouri Pacific Railroad Depot     | 2000 ID-Nr. 00000088 | 406 Villar Street 37° 33′ 52″ N, 90° 17′ 30″ W                                                                                | Fredericktown |              |
| 3     | Fredericktown United States Post Office              | Fredericktown United States Post Office           | 2009 ID-Nr. 09000814 | 155 South Main Street 37° 33′ 31,1″ N, 90° 17′ 40,2″ W                                                                        | Fredericktown |              |
| 4     | Madison County Courthouse                            | Madison County Courthouse                         | 2000 ID-Nr. 00001548 | 1 Courthouse Square 37° 33′ 34″ N, 90° 17′ 40″ W                                                                              | Fredericktown |              |
| 5     | St. Louis, Iron Mountain and Southern Railroad Depot |                                                   | 2005 ID-Nr. 05001178 | Allen Street, nördlich der Kreuzung mit der Kelly Street 37° 34′ 3″ N, 90° 17′ 35″ W                                          | Fredericktown |              |